# Lago di Fortezza
Il lago di Fortezza (Franzensfester See o Unterauer Stausee in tedesco) è un lago artificiale formato da una diga che sbarra il corso del fiume Isarco. Il lago si trova in posizione meridionale rispetto all'omonimo paese di Fortezza.

## Storia

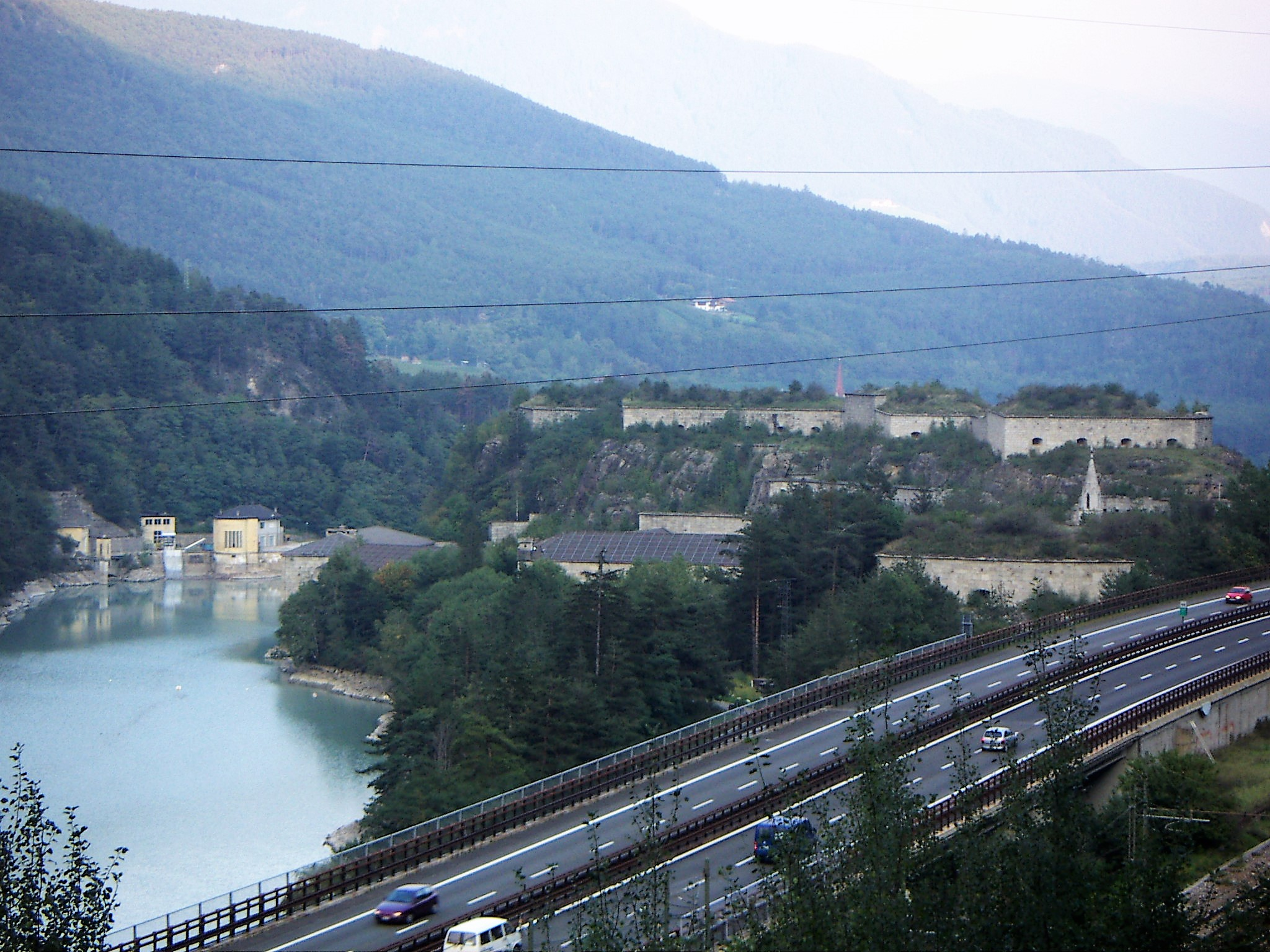
Il lago di Fortezza, con il forte di Fortezza

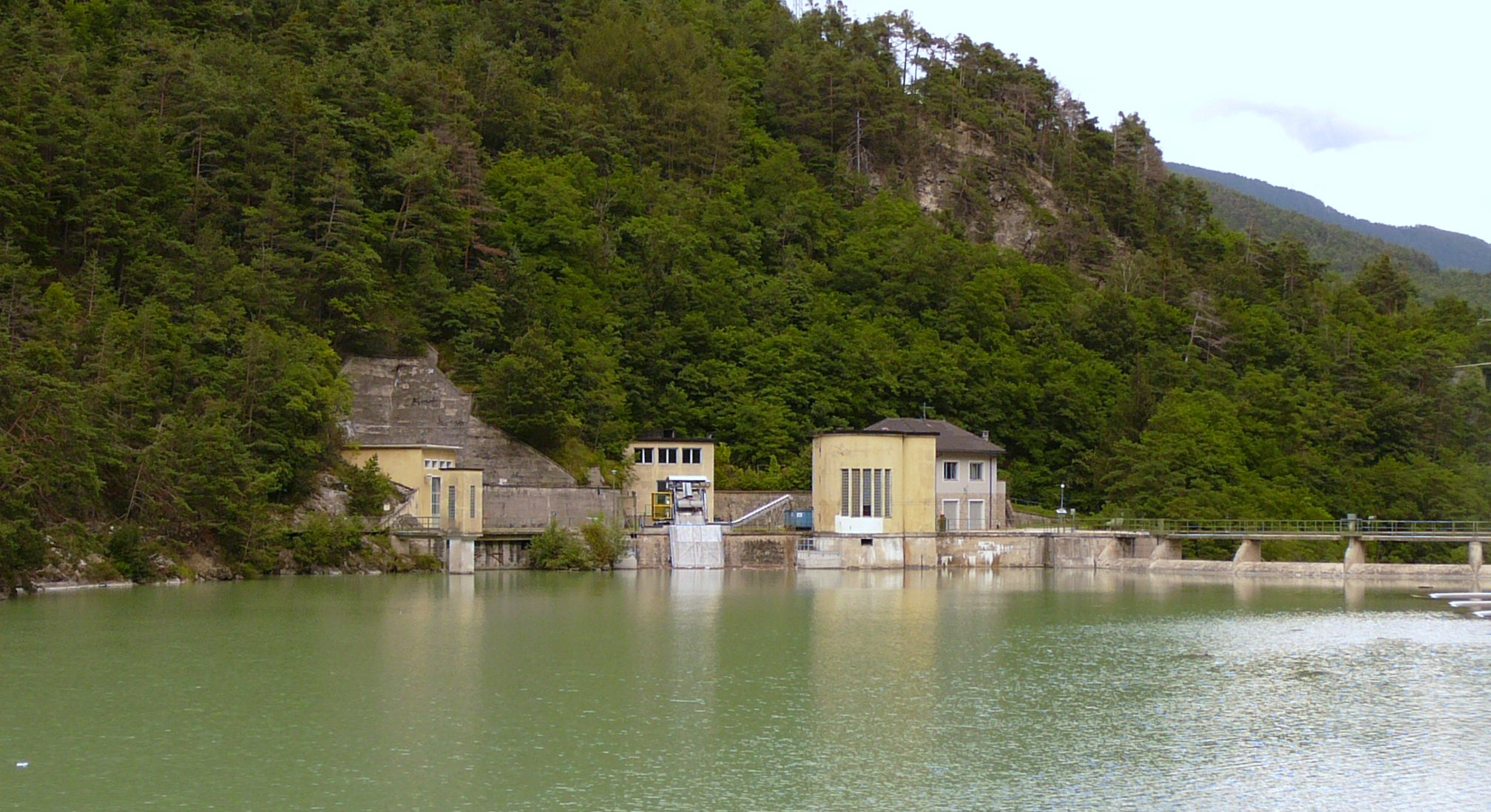
La diga del lago

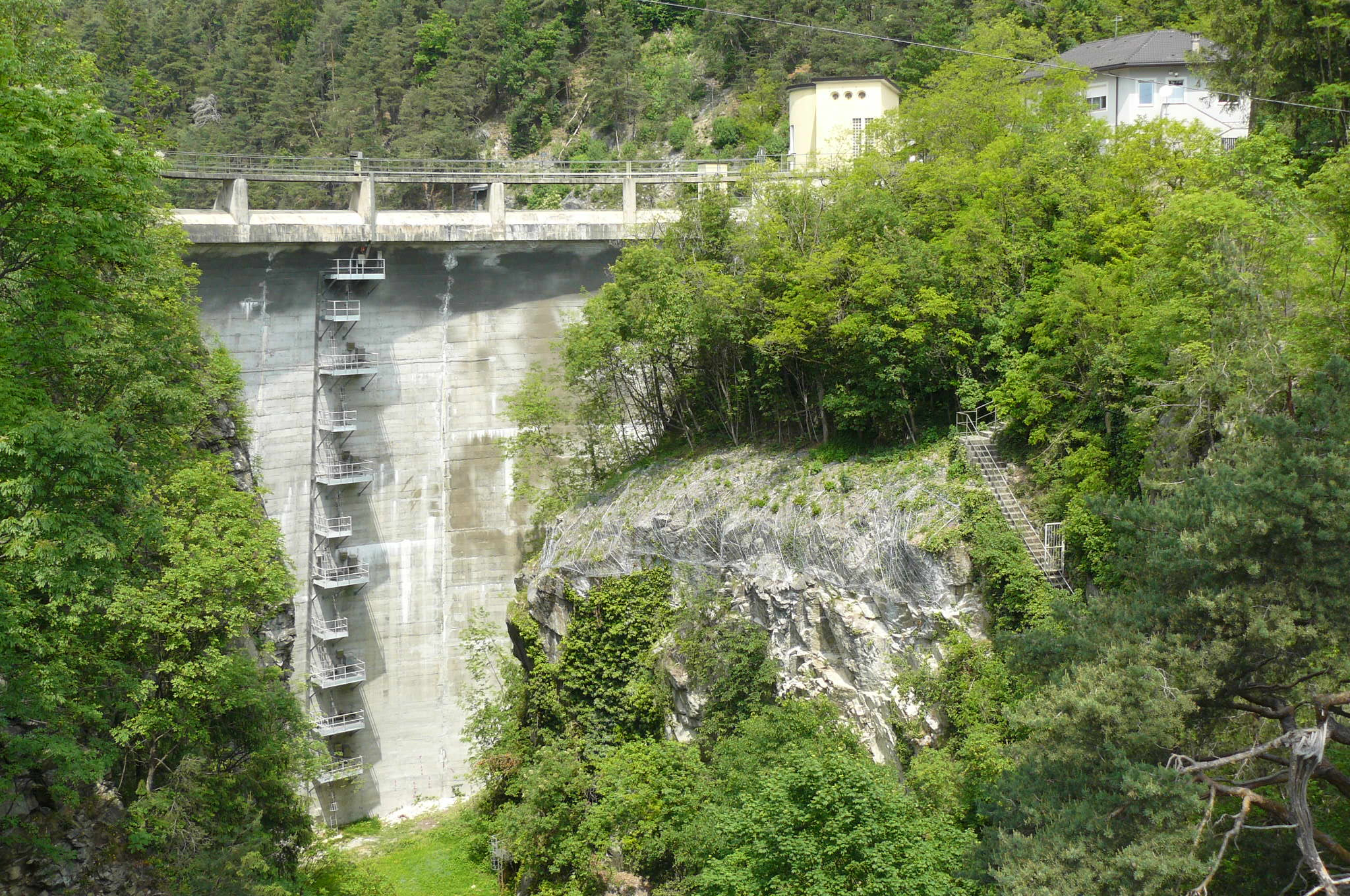
Il muro di contenimento

La diga fu costruita nel 1940 durante il fascismo, nel contesto della politica dell'autarchia, per sopperire ai crescenti bisogni energetici. Il suo progetto fu elaborato parallelamente a quello della diga di Rio di Pusteria che generò l'omonimo lago. Si venivano così a creare due invasi per convogliare le acque (anche attraverso tunnel sotterranei) verso la centrale idroelettrica di Bressanone.
La realizzazione del lago di Fortezza, causò l'effetto collaterale della sommersione del paese di Unterau/Prà di Sotto (così come successe per Curon Venosta, per la realizzazione del lago di Resia).
Sulla sponda meridionale del lago si erge la fortezza interamente di granito voluta dall'imperatore Francesco I d'Austria, costruita tra il 1833 ed il 1839 ed attraversata dalla Ferrovia della Val Pusteria.
Nei pressi di quello che poi sarebbe divenuto il lago, nel periodo appena precedente alla seconda guerra mondiale, vennero costruiti cinque bunker, facenti parte del Vallo Alpino in Alto Adige, più precisamente dello Sbarramento di Fortezza.

## Dati tecnici
- Superficie 0.23 km2
- Superficie del bacino imbifero 680 km2
- Altitudine alla massima regolazione 722.5 m s.l.m.
- Altitudine al massimo invaso 725.5 m s.l.m.
- Quota massima del bacino imbifero 3509 m s.l.m.
- Profondità massima 58.8 m
- Volume 3.35 milioni di m3